# Tour de Estonia 2018
La 6.ª edición del Tour de Estonia fue una carrera de ciclismo en ruta por etapas que se celebró entre el 25 y el 26 de mayo de 2018 en Estonia con inicio en la ciudad de Tallin y final en la ciudad de Tartu sobre un recorrido de 367 kilómetros.
La carrera hizo parte del UCI Europe Tour 2018, dentro de la categoría UCI 2.1
La carrera fue ganada por el corredor polaco Grzegorz Stępniak del equipo Wibatech Merx 7R, en segundo lugar Andreas Stokbro (Riwal CeramicSpeed) y en tercer lugar Siarhei Papok (Minsk Cycling Club).

## Equipos participantes
Tomaron parte en la carrera 16 equipos: 1 de categoría Profesional Continental; 9 de categoría Continental y 6 selecciones nacionales. Formando así un pelotón de 101 ciclistas de los que acabaron 58. Los equipos participantes fueron:
| Equipo continental profesional- Team Novo Nordisk Equipos continentales (9)- Java-Partizan - Memil-CCN Pro Cycling - Staki-Technorama - BEAT Cycling Club - Hurom - Interpro Stradalli - Trevigiani Phonix-Hemus 1896 - Riwal CeramicSpeed - Wibatech-Merx Equipos nacionales (6)- Bielorrusia - Estonia - Finlandia - Letonia - Lituania - Suecia |
| |

## Recorrido
La Tour de Estonia dispuso de dos etapas para un recorrido total de 367 kilómetros.
| Etapa     | Fecha     | Recorrido      | type                   | Distancia (km) | Ganador          | Líder             |
| --------- | --------- | -------------- | ---------------------- | -------------- | ---------------- | ----------------- |
| 1.ª etapa | 25 de may | Tallin – Tartu | etapa de media montaña | 194            | Yauheni Karaliok | Grzegorz Stępniak |
| 2.ª etapa | 26 de may | Tartu – Tartu  | etapa llana            | 173            | Andreas Stokbro  | Grzegorz Stępniak |

## Desarrollo de la carrera

### 1.ª etapa
| Tallin - Tartu | etapa de media montaña | (194 km) |

| \| Clasificación de la etapa \| Clasificación de la etapa \| Clasificación de la etapa \| Clasificación de la etapa \| Clasificación de la etapa \| \| Ciclista \| Ciclista \| Equipo \| Tiempo \| \| \| ------------------------- \| ------------------------- \| ------------------------- \| ------------------------- \| ------------------------- \| \| 1.º \| Yauheni Karaliok \| Minsk Cycling Club \| 4 h 30 min 18 s \| \| \| 2.º \| Grzegorz Stępniak \| Wibatech Merx 7R \| + 0 s \| \| \| 3.º \| Andreas Stokbro \| Riwal CeramicSpeed \| + 0 s \| \| \| 4.º \| Aksel Nõmmela \| BEAT Cycling Club \| + 0 s \| \| \| 5.º \| Andrea Peron \| Team Novo Nordisk \| + 0 s \| \| \| 6.º \| Uladzimir Harakhavik \| Bielorrusia \| + 0 s \| \| \| 7.º \| Piotr Havik \| BEAT Cycling Club \| + 0 s \| \| \| 8.º \| Darijus Džervus \| Lituania \| + 0 s \| \| \| 9.º \| Isac Lundgren \| Suecia \| + 0 s \| \| \| 10.º \| Jacob Tipper \| Memil-CCN Pro Cycling \| + 0 s \| \| |                      |                       |                 |
| |                      |                       |                 |
| |                      |                       |                 |
| Clasificación de la etapa |                      |                       |                 |
| Ciclista | Ciclista             | Equipo                | Tiempo          |
| 1.º | Yauheni Karaliok     | Minsk Cycling Club    | 4 h 30 min 18 s |
| 2.º | Grzegorz Stępniak    | Wibatech Merx 7R      | + 0 s           |
| 3.º | Andreas Stokbro      | Riwal CeramicSpeed    | + 0 s           |
| 4.º | Aksel Nõmmela        | BEAT Cycling Club     | + 0 s           |
| 5.º | Andrea Peron         | Team Novo Nordisk     | + 0 s           |
| 6.º | Uladzimir Harakhavik | Bielorrusia           | + 0 s           |
| 7.º | Piotr Havik          | BEAT Cycling Club     | + 0 s           |
| 8.º | Darijus Džervus      | Lituania              | + 0 s           |
| 9.º | Isac Lundgren        | Suecia                | + 0 s           |
| 10.º | Jacob Tipper         | Memil-CCN Pro Cycling | + 0 s           |

| \| Clasificación general \| Clasificación general \| Clasificación general \| Clasificación general \| Clasificación general \| \| Ciclista \| Ciclista \| Equipo \| Tiempo \| \| \| --------------------- \| --------------------- \| --------------------- \| --------------------- \| --------------------- \| \| 1.º \| Grzegorz Stępniak \| Wibatech Merx 7R \| 4 h 30 min 07 s \| \| \| 2.º \| Yauheni Karaliok \| Minsk Cycling Club \| + 1 s \| \| \| 3.º \| Andreas Stokbro \| Riwal CeramicSpeed \| + 7 s \| \| \| 4.º \| Siarhei Papok \| Minsk Cycling Club \| + 8 s \| \| \| 5.º \| Ben Hetherington \| Memil-CCN Pro Cycling \| + 8 s \| \| \| 6.º \| Aksel Nõmmela \| BEAT Cycling Club \| + 1 min 16 s \| \| \| 7.º \| Andrea Peron \| Team Novo Nordisk \| + 10 s \| \| \| 8.º \| Uladzimir Harakhavik \| Bielorrusia \| + 11 s \| \| \| 9.º \| Piotr Havik \| BEAT Cycling Club \| + 11 s \| \| \| 10.º \| Darijus Džervus \| Lituania \| + 11 s \| \| |                      |                       |                 |
| |                      |                       |                 |
| |                      |                       |                 |
| Clasificación general |                      |                       |                 |
| Ciclista | Ciclista             | Equipo                | Tiempo          |
| 1.º | Grzegorz Stępniak    | Wibatech Merx 7R      | 4 h 30 min 07 s |
| 2.º | Yauheni Karaliok     | Minsk Cycling Club    | + 1 s           |
| 3.º | Andreas Stokbro      | Riwal CeramicSpeed    | + 7 s           |
| 4.º | Siarhei Papok        | Minsk Cycling Club    | + 8 s           |
| 5.º | Ben Hetherington     | Memil-CCN Pro Cycling | + 8 s           |
| 6.º | Aksel Nõmmela        | BEAT Cycling Club     | + 1 min 16 s    |
| 7.º | Andrea Peron         | Team Novo Nordisk     | + 10 s          |
| 8.º | Uladzimir Harakhavik | Bielorrusia           | + 11 s          |
| 9.º | Piotr Havik          | BEAT Cycling Club     | + 11 s          |
| 10.º | Darijus Džervus      | Lituania              | + 11 s          |

### 2.ª etapa
| Tartu - Tartu | etapa llana | (173 km) |

| \| Clasificación de la etapa \| Clasificación de la etapa \| Clasificación de la etapa \| Clasificación de la etapa \| Clasificación de la etapa \| \| Ciclista \| Ciclista \| Equipo \| Tiempo \| \| \| ------------------------- \| ------------------------- \| ---------------------------- \| ------------------------- \| ------------------------- \| \| 1.º \| Andreas Stokbro \| Riwal CeramicSpeed \| 3 h 56 min 18 s \| \| \| 2.º \| Grzegorz Stępniak \| Wibatech Merx 7R \| + 0 s \| \| \| 3.º \| Siarhei Papok \| Minsk Cycling Club \| + 0 s \| \| \| 4.º \| Lucas Eriksson \| Suecia \| + 0 s \| \| \| 5.º \| Charles Planet \| Team Novo Nordisk \| + 0 s \| \| \| 6.º \| Piotr Havik \| BEAT Cycling Club \| + 0 s \| \| \| 7.º \| Alessandro Fedeli \| Trevigiani-Phonix-Hemus 1896 \| + 0 s \| \| \| 8.º \| David Lozano Riba \| Team Novo Nordisk \| + 0 s \| \| \| 9.º \| Alo Jakin \| Estonia \| + 0 s \| \| \| 10.º \| Gert Jõeäär \| Estonia \| + 0 s \| \| |                   |                              |                 |
| |                   |                              |                 |
| |                   |                              |                 |
| Clasificación de la etapa |                   |                              |                 |
| Ciclista | Ciclista          | Equipo                       | Tiempo          |
| 1.º | Andreas Stokbro   | Riwal CeramicSpeed           | 3 h 56 min 18 s |
| 2.º | Grzegorz Stępniak | Wibatech Merx 7R             | + 0 s           |
| 3.º | Siarhei Papok     | Minsk Cycling Club           | + 0 s           |
| 4.º | Lucas Eriksson    | Suecia                       | + 0 s           |
| 5.º | Charles Planet    | Team Novo Nordisk            | + 0 s           |
| 6.º | Piotr Havik       | BEAT Cycling Club            | + 0 s           |
| 7.º | Alessandro Fedeli | Trevigiani-Phonix-Hemus 1896 | + 0 s           |
| 8.º | David Lozano Riba | Team Novo Nordisk            | + 0 s           |
| 9.º | Alo Jakin         | Estonia                      | + 0 s           |
| 10.º | Gert Jõeäär       | Estonia                      | + 0 s           |

## Clasificaciones finales
- Las clasificaciones finalizaron de la siguiente forma:[4]

### Clasificación general
| \| Clasificación general \| Clasificación general \| Clasificación general \| Clasificación general \| Clasificación general \| \| Ciclista \| Ciclista \| Equipo \| Tiempo \| \| \| --------------------- \| --------------------- \| ---------------------------- \| --------------------- \| --------------------- \| \| 1.º \| Grzegorz Stępniak \| Wibatech Merx 7R \| 8 h 26 min 19 s \| \| \| 2.º \| Andreas Stokbro \| Riwal CeramicSpeed \| + 3 s \| \| \| 3.º \| Siarhei Papok \| Minsk Cycling Club \| + 10 s \| \| \| 4.º \| Piotr Havik \| BEAT Cycling Club \| + 17 s \| \| \| 5.º \| David Lozano Riba \| Team Novo Nordisk \| + 17 s \| \| \| 6.º \| Lucas Eriksson \| Suecia \| + 17 s \| \| \| 7.º \| Alo Jakin \| Estonia \| + 17 s \| \| \| 8.º \| Charles Planet \| Team Novo Nordisk \| + 17 s \| \| \| 9.º \| Gert Jõeäär \| Estonia \| + 17 s \| \| \| 10.º \| Abderrahim Zahiri \| Trevigiani-Phonix-Hemus 1896 \| + 20 s \| \| |                   |                              |                 |
| |                   |                              |                 |
| Fuente: ProCyclingStats |                   |                              |                 |
| Clasificación general |                   |                              |                 |
| Ciclista | Ciclista          | Equipo                       | Tiempo          |
| 1.º | Grzegorz Stępniak | Wibatech Merx 7R             | 8 h 26 min 19 s |
| 2.º | Andreas Stokbro   | Riwal CeramicSpeed           | + 3 s           |
| 3.º | Siarhei Papok     | Minsk Cycling Club           | + 10 s          |
| 4.º | Piotr Havik       | BEAT Cycling Club            | + 17 s          |
| 5.º | David Lozano Riba | Team Novo Nordisk            | + 17 s          |
| 6.º | Lucas Eriksson    | Suecia                       | + 17 s          |
| 7.º | Alo Jakin         | Estonia                      | + 17 s          |
| 8.º | Charles Planet    | Team Novo Nordisk            | + 17 s          |
| 9.º | Gert Jõeäär       | Estonia                      | + 17 s          |
| 10.º | Abderrahim Zahiri | Trevigiani-Phonix-Hemus 1896 | + 20 s          |

### Clasificación de la montaña
| Clasificación de la montaña | Clasificación de la montaña | Clasificación de la montaña | Clasificación de la montaña | Clasificación de la montaña |
| Ciclista                    | Ciclista                    | Equipo                      | Puntos                      |                             |
| --------------------------- | --------------------------- | --------------------------- | --------------------------- | --------------------------- |
| 1.º                         | Karl Patrick Lauk           | Estonia                     | 6 pts                       |                             |
| 2.º                         | Pierre Moncorgé             | Memil-CCN Pro Cycling       | 3 pts                       |                             |
| 3.º                         | Yauheni Karaliok            | Minsk Cycling Club          | 3 pts                       |                             |
| 4.º                         | Rein Taaramäe               | Estonia                     | 2 pts                       |                             |
| 5.º                         | Uladzimir Harakhavik        | Bielorrusia                 | 2 pts                       |                             |

### Clasificación por puntos
| Clasificación por puntos | Clasificación por puntos | Clasificación por puntos | Clasificación por puntos | Clasificación por puntos |
| Ciclista                 | Ciclista                 | Equipo                   | Puntos                   |                          |
| ------------------------ | ------------------------ | ------------------------ | ------------------------ | ------------------------ |
| 1.º                      | Andreas Stokbro          | Riwal CeramicSpeed       | 10 pts                   |                          |
| 2.º                      | Grzegorz Stępniak        | Wibatech Merx 7R         | 9 pts                    |                          |
| 3.º                      | Siarhei Papok            | Minsk Cycling Club       | 8 pts                    |                          |
| 4.º                      | Lucas Eriksson           | Suecia                   | 7 pts                    |                          |
| 5.º                      | Charles Planet           | Team Novo Nordisk        | 6 pts                    |                          |

### Clasificación de los jóvenes
| Clasificación del mejor joven | Clasificación del mejor joven | Clasificación del mejor joven | Clasificación del mejor joven | Clasificación del mejor joven |
| Ciclista                      | Ciclista                      | Equipo                        | Tiempo                        |                               |
| ----------------------------- | ----------------------------- | ----------------------------- | ----------------------------- | ----------------------------- |
| 1.º                           | Andreas Stokbro               | Riwal CeramicSpeed            | 8 h 26 min 22 s               |                               |
| 2.º                           | Lucas Eriksson                | Suecia                        | + 14 s                        |                               |
| 3.º                           | Abderrahim Zahiri             | Trevigiani-Phonix-Hemus 1896  | + 17 s                        |                               |
| 4.º                           | Yauheni Karaliok              | Minsk Cycling Club            | + 2 min 57 s                  |                               |
| 5.º                           | Andreas Kron                  | Riwal CeramicSpeed            | + 3 min 07 s                  |                               |

### Clasificación por equipos
| Clasificación por equipos | Clasificación por equipos    | Clasificación por equipos | Clasificación por equipos |
| Equipo                    | Equipo                       | Tiempo                    |                           |
| ------------------------- | ---------------------------- | ------------------------- | ------------------------- |
| 1.º                       | Estonia                      | 25 h 20 min 02 s          |                           |
| 2.º                       | Riwal CeramicSpeed           | + 3 min 01 s              |                           |
| 3.º                       | Team Novo Nordisk            | + 3 min 32 s              |                           |
| 4.º                       | Trevigiani Phonix-Hemus 1896 | + 3 min 35 s              |                           |
| 5.º                       | Wibatech-Merx                | + 4 min 02 s              |                           |

## Evolución de las clasificaciones
| Etapa (Vencedor)             | Clasificación general | Clasificación de la montaña | Clasificación de los puntos | Clasificación de los jóvenes | Clasificación por equipos |
| ---------------------------- | --------------------- | --------------------------- | --------------------------- | ---------------------------- | ------------------------- |
| 1.ª etapa (Yauheni Karaliok) | Grzegorz Stępniak     | Yauheni Karaliok            | Grzegorz Stępniak           | Yauheni Karaliok             | BEAT CC                   |
| 2.ª etapa (Andreas Stokbro)  | Grzegorz Stępniak     | Karl Patrick Lauk           | Andreas Stokbro             | Andreas Stokbro              | Estonia                   |
| Clasificación final          | Grzegorz Stępniak     | Karl Patrick Lauk           | Andreas Stokbro             | Andreas Stokbro              | Estonia                   |

## UCI World Ranking
El Tour de Estonia otorga puntos para el UCI Europe Tour 2018 y el UCI World Ranking, este último para corredores de los equipos en las categorías UCI WorldTeam, Profesional Continental y Equipos Continentales. Las siguientes tablas muestran el baremo de puntuación y los 10 corredores que obtuvieron más puntos:
| Posición              | 1.º | 2.º | 3.º | 4.º | 5.º | 6.º | 7.º | 8.º | 9.º | 10.º | 11.º | 12.º | 13.º-15.º | 16.º-25.º |
| Clasificación general | 125 | 85  | 70  | 60  | 50  | 40  | 35  | 30  | 25  | 20   | 15   | 10   | 5         | 3         |
| Por etapa             | 14  | 5   | 3   |     |     |     |     |     |     |      |      |      |           |           |
| Líder                 | 3   |     |     |     |     |     |     |     |     |      |      |      |           |           |

| Clasificación | Clasificación     | Clasificación                | Clasificación | Clasificación | Clasificación | Clasificación |
| Posición      | Ciclista          | Equipo                       | General       | Etapa         | Líder         | Total         |
| ------------- | ----------------- | ---------------------------- | ------------- | ------------- | ------------- | ------------- |
| 1.º           | Grzegorz Stępniak | Wibatech Merx 7R             | 125           | 10            | 3             | 138           |
| 2.º           | Andreas Stokbro   | Riwal CeramicSpeed           | 85            | 17            | -             | 102           |
| 3.º           | Siarhei Papok     | Minsk CC                     | 70            | 3             | -             | 73            |
| 4.º           | Piotr Havik       | BEAT CC                      | 60            | -             | -             | 60            |
| 5.º           | David Lozano      | Novo Nordisk                 | 50            | -             | -             | 50            |
| 6.º           | Lucas Eriksson    | Selección de Suecia          | 40            | -             | -             | 40            |
| 7.º           | Alo Jakin         | Selección de Estonia         | 35            | -             | -             | 35            |
| 8.º           | Charles Planet    | Novo Nordisk                 | 30            | -             | -             | 30            |
| 9.º           | Gert Jõeäär       | Selección de Estonia         | 25            | -             | -             | 25            |
| 10.º          | Abderrahim Zahiri | Trevigiani Phonix-Hemus 1896 | 20            | -             | -             | 20            |